# Lansac (Gironde)
Lansac is een gemeente in het Franse departement Gironde (regio Nouvelle-Aquitaine) en telt 623 inwoners (2005). De plaats maakt deel uit van het arrondissement Blaye.

## Geografie
De oppervlakte van Lansac bedraagt 6,0 km², de bevolkingsdichtheid is 103,8 inwoners per km².
De onderstaande kaart toont de ligging van Lansac (Gironde) met de belangrijkste infrastructuur en aangrenzende gemeenten.

## Demografie
Onderstaande figuur toont het verloop van het inwonertal (bron: INSEE-tellingen).